# 미란다 나일드
미란다 나일드(영어: Miranda Nild, 1997년 4월 1일 ~ ) 또는 수차오디 닌탐롱(태국어: สุชาวดี นิลธำรงค์, Suchawadee Nildhamrong)은 태국의 미국 출신 여자 축구 선수로 포지션은 공격수이다. 현재는 아이슬란드 베스타데일드 크벤나의 UMF 셀포스 소속으로 뛰고 있다.

## 생애 초반
미란다 나일드는 미국 캘리포니아주 앨러미다에서 셀마와 제리 닐드 부부의 딸로 태어났다. 그에게는 오빠인 웨슬리가 있다. 나일드는 캘리포니아주 캐스트로밸리에 위치한 캐스트로밸리 고등학교에 재학했고 폴 매컬리언 감독 밑에서 축구를 했다. 1학년과 2학년 때에는 바시티 골프 팀의 일원으로 활동했다.
나일드는 2013년에 31골 9도움을 기록했고 올이스트베이 1군 선발 팀에 이름을 올렸다. 2014년에는 38골을 기록하면서 올이스트베이 1군 선발 팀과 올WACC(West Alameda County Conference, 앨러미다군 서부 컨퍼런스) 풋힐 디비전 1군 팀에 이름을 올렸다. 2010년에는 캘리포니아주 ODP(Olympic Development Program, 올림픽 디벨럽먼트 프로그램) 팀에 참여했고 나중에 무스탕 사커에 합류하게 된다.

## 대학 경력
나일드는 2015년에 캘리포니아 대학교 버클리 산하 캘리포니아 골든 베어스 여자 축구단에 입단했다. 신입생이었던 그는 22경기 가운데 18경기에 출전했고 캘리포니아 폴리테크닉 주립 대학교, 콜로라도 대학교 볼더와의 경기에서 처음으로 선발 출전했다. 나일드는 2015년 9월 18일에 열린 샌프란시스코 대학교와의 경기에서 자신의 대학 첫 골을 기록했다.
나일드는 2학년 시절에 21경기에 모두 출전했는데 2경기를 제외하고 모두 선발로 출전했다. 그는 텍사스 공과대학교와의 경기에서 1골, 캘리포니아 대학교 데이비스와의 경기에서 1골을 기록했고 팩12 올아카데미(Pac-12 All-Academic) 명단에 이름을 올리는 영예를 안았다.
나일드는 3학년 시절에 17경기에 출전했는데 14경기에서 선발 출전했다. 2017년 시즌에서는 7골 1도움, 경기 최우수 선수 3회 선정을 포함해 총점 15점을 기록했다. 그는 2017년 8월 27일부터 9월 15일 사이에 4경기 연속으로 골을 기록했는데 2014년 시즌 이후에 캘리포니아 골든 베어스 역사상 가장 긴 골 행진이 되었다. 나일드는 샌타클래라 대학교와의 경기에서 후반전 35분에 애비 킴의 동점골을 도우면서 자신의 대학 시절 첫 도움을 기록했다. NCAA 토너먼트에서는 샌타클래라 대학교와의 경기에서 골든 베어스의 유일한 골을 기록했다. 나일드는 2017년 시즌에서 팀의 공격수 MVP로 선출되었다. 4학년 시절에는 1경기를 제외하고 모두 17경기에 출전했고 3골 3도움을 기록했다.

## 클럽 경력
나일드는 2019년 7월에 리투아니아의 여자 축구 클럽인 긴트라 우니베르시테타스에 합류했다. 2020년에는 미국 내셔널 위민스 사커 리그 소속 여자 축구 클럽인 레인 FC로 이적했으나 코로나19 범유행의 여파로 인하여 정규 시즌이 취소되었다. 이에 따라 2020년 9월부터 2021년 12월까지 스웨덴 다말스벤스칸 소속 여자 축구 클럽인 크리스티안스타드 DFF로 임대되었다. 2022년에는 아이슬란드 베스타데일드 크벤나 소속 여자 축구 클럽인 UMF 셀포스로 이적했다.

## 국가대표 경력
나일드는 태국인 아버지와 미국인 어머니의 딸로 태어났기 때문에 미국과 태국 여자 축구 국가대표팀 가운데 하나를 선택할 수 있었다. 그는 2017년 4월에 태국 여자 축구 국가대표팀에 처음으로 차출되었다. 2017년 4월 3일에 열린 팔레스타인과의 2018년 AFC 여자 아시안컵 예선 경기에서 처음 출전했는데 태국은 팔레스타인에 6-0 승리를 기록했다.
나일드는 요르단에서 열린 2018년 AFC 여자 아시안컵 본선에 참가한 태국 여자 축구 국가대표팀 명단에 이름을 올렸다. 2018년 4월 9일에 열린 요르단과의 조별 예선 경기에서는 2골을 기록하여 태국의 6-1 승리에 기여했다. 2018년 4월 12일에 열린 필리핀과의 조별 예선 경기에서는 태국이 기록한 3골에 관여하여 태국의 3-1 승리에 기여했다. 태국은 A조에서 중국에 이어 2위를 차지하여 준결승전에 진출했고 2019년 FIFA 여자 월드컵 본선에도 진출하게 된다.
나일드는 인도네시아에서 열린 2018년 AFF 여자 축구 선수권 대회에 참가했다. 2018년 7월 4일에 열린 캄보디아와의 경기에서 4골을 기록하면서 태국의 11-0 승리에 기여했다. 그는 해당 대회에서 5경기에 출전하여 6골을 기록하여 대회를 마쳤는데 태국은 AFF 여자 축구 선수권 대회 3연패를 달성했다. 나일드는 인도네시아 자카르타·팔렘방에서 열린 2018년 아시안 게임에 참가하여 2경기에 출전했다. 베트남과의 경기에서는 1골을 기록했으나 태국은 2-3 패배를 기록했다.
나일드는 2019년 키프로스컵에 참가한 태국 여자 축구 국가대표팀 명단에 이름을 올렸고 4경기에 출전하여 1골을 기록했다. 그는 프랑스에서 열린 2019년 FIFA 여자 월드컵에서 미국, 스웨덴, 칠레와의 조별 예선 경기에서 선발 출전했으나 태국은 미국에 0-13 패배, 스웨덴에 1-5 패배, 칠레에 0-2 패배를 기록하여 탈락했다.